# Agogica
Nella terminologia musicale, l'agogica di una composizione è una qualificazione dell'espressione musicale per quanto riguarda l'impostazione della velocità di un brano e delle sue transizioni. Le variazioni agogiche sono distinte da quelle dinamiche, che consistono nelle variazioni delle intensità sonore. Tuttavia, i due parametri sono spesso abbinati e interagiscono variamente, tanto nella pagina scritta, quanto nel momento dell'esecuzione. Le indicazioni agogiche si dividono in:
- Indicazioni agogiche di movimento, costituite da avverbi, aggettivi o particolari locuzioni. Forniscono le indicazioni di andamento e non di carattere del brano. Alcuni esempi possono essere Grave, Allegro, Adagio, Prestissimo. Se vi è l'esigenza di specificare al meglio la dicitura, è possibile formulare espressioni particolari tramite l'aggiunta di altre parole, ad esempio molto, assai, non troppo, con moto. Si creano così diciture più complete, ad esempio, Allegro maestoso, Andante con moto, Presto con fuoco. Spesso sono accompagnate da un'ulteriore specificazione, ovvero dalle indicazioni metronomiche, le quali riportano con precisione la quantità di pulsazioni al minuto.[2]
- Indicazioni agogiche di transizione, costituite da verbi, spesso abbreviati. Definiscono tutte le transizioni, ovvero tutti i cambiamenti riguardanti la velocità del brano, la quale può subire una diminuzione (ad esempio: ritenuto, allargando, sovente abbreviate in rit. e allarg.), un aumento (ad esempio: stringendo, accelerando, abbreviate in string. e accel.), o un'oscillazione, caratterizzata da un aumento della velocità seguito da una diminuzione e sempre indicata dalla dicitura "rubato".[2]

## Storia
Il termine fu introdotto nella moderna terminologia musicale da Hugo Riemann e indica anche la disciplina che studia il fenomeno. In diversa accezione il vocabolo fu utilizzato già nel Medioevo da Marziano Capella per riferirsi al movimento ascendente della melodia. Nella musica occidentale dell'era moderna buona parte dei termini musicali (non solo quelli relativi all'agogica) sono in lingua italiana, in conformità con le origini italiane di molte convenzioni musicali europee. Altri sono tratti dal francese e dal tedesco, ed in parte minore anche dal latino e dallo spagnolo.